# Little Willie John
Little Willie John (de son vrai nom William J. Woods) est un chanteur de rhythm and blues américain (15 novembre 1937, Cullendale, Arkansas - 26 mai 1968, Walla Walla, Washington).

## Biographie
Créateur du standard Fever, il fut l'une des plus grandes voix soul des années 1950 et du début des années 1960, comparé en son temps à Sam Cooke et Jackie Wilson.
Venu du gospel, ce jeune noir chante à Détroit dans l'orchestre de Paul Williams, où on lui donne son surnom de « Little Willie John » car il mesurait 1,63 m. Il fait ses débuts chez Prize à l'âge de seize ans, puis est engagé chez King Records où il sort en 1956 son premier tube, Fever, qui deviendra un classique, repris par Peggy Lee puis par des dizaines d'artistes après elle. Talk To Me, Talk To Me en 1958 et Leave My Kitten Alone en 1959 feront également l'objet de nombreuses adaptations. Il est fréquemment accompagné par les Upsetters, anciens musiciens de Little Richard.
Il est condamné pour homicide volontaire après avoir poignardé quelqu'un lors d'une bagarre dans un bar à Seattle. Il est emprisonné au pénitencier où il meurt deux ans plus tard d'une pneumonie à l'âge de trente ans.
Little Willie John intègre le Rock and Roll Hall of Fame à titre posthume en 1996.
Sa sœur Mable John, elle aussi chanteuse, a fait partie des Raelettes, les choristes de Ray Charles, et a enregistré pour Motown et pour Stax Records.

## Discographie

### Reprises
- Fever (voir l'article correspondant)
- Talk To Me, Talk To Me : Sunny & the Sunglows, Al Green, Doug Sahm...
- Leave My Kitten Alone : Johnny Preston, Solomon Burke, The Beatles, Elvis Costello
- The Very Thought Of You : Elvis Costello
- Take My Love (I Want To Give It All To You) : The Fleshtones
- I'm Shakin' : Jack White

James Brown lui a consacré un album hommage l'année de sa mort : Thinking of Little Willie John... And a Few Other Nice Things.